# Blå toner
De såkaldte blå toner er de "skæve" toner i bluesskalaen. Blå Toner kan skabe en art "kreativ forvirring" om, hvilken toneart, der spilles i. Man kan typisk antyde de intervaller, som angiver dur eller mol eller netop kvarttoner, som ligger mellem de to tonearter.
Det kan illustreres med et konkret lydeksempel :  Mol, dur og blå toner ?    Se toneintervaller for uddybende forklaring.
Musiketnologist kan det udtrykkes som, at blå toner antyder en anden type tonerække end den der benyttes i vestlig klassisk musik. Blå toner har således lyde og toner fra arabisk, tyrkisk, indisk, vestafrikansk musik som blandes med mere kendt vestlig tonalitet.[kilde mangler]
Blå toner forbindes ofte med jazz, blues og rock – det høres dog også i moderne klassisk musik. Et kendt eksempel på brug af blå toner finder man i Stormy Weather af Harold Arlen, samt i mange af Antonio Carlos Jobims melodier. Et andet eksempel er Miles Davis. Nogle opfatter blå toner som toner, der ligger lidt under den "normale" skalatone. På den måde kan man give et "molagtigt" præg på en melodi i dur, således som det ofte høres i blues.
Blæsere, guitar, mundharmonika og sangere mv. kan intonere således, at musikken får en "blue feeling." De finder frem til toner, der ligger lidt under den tone, man ville forvente i skalaen. Særligt ofte formindskes følgende skalatrin terts, kvint og septim. Dvs. tredje, femte og syvende trin i en durskala sættes (lidt) ned. Den eksakte tonehøjde må musikeren lytte sig frem til. Dette er et spørgsmål om feeling i alle de musikstilarter som bruger blåtoner.